# Gai Popil·li Lenat (orador)
Gai Popil·li Lenat (llatí: Gaius Popillius P. f. C. n. Laenas) va ser un orador i magistrat romà dels segles II i I aC. Era fill del cònsol Publi Popil·li Lenat. Formava part de la gens Popíl·lia i era de la família dels Popil·li Lenat, d'origen plebeu.
Ciceró menciona, tant a ell com al seu pare com a eloqüents oradors. Segurament és el mateix Gai Popil·li del que Ciceró diu que va ser condemnat per haver-se enriquit injustament (peculatus).